# Desierto del Valle del Indo
El desierto del Valle del Indo (del inglés: Indus Valley Desert);en árabe: صحراء وادي السند‎ es un desierto casi deshabitado situado en el norte de Pakistán.

## Localización y descripción
El valle del Indo cubre un área de más de 19 500 km² en la provincia noroccidental de Punyab, entre los ríos Chenab e Indo. El desierto es de los más secos de la región, pero menos que los bosques que lo rodean, con temperaturas extremas (tanto en invierno como en verano). La precipitación es alrededor de 600 a 800 mm por año.

## Amenazas
Como el desierto vecino, el desierto de Thar, el desierto del valle del Indo tiene poca agricultura y el pastoreo de ganado debido a su difícil acceso y, por tanto, los hábitats naturales están casi intactos. Sin embargo la caza sigue siendo una amenaza para linces, lobos y otros mamíferos.